# 물개복치

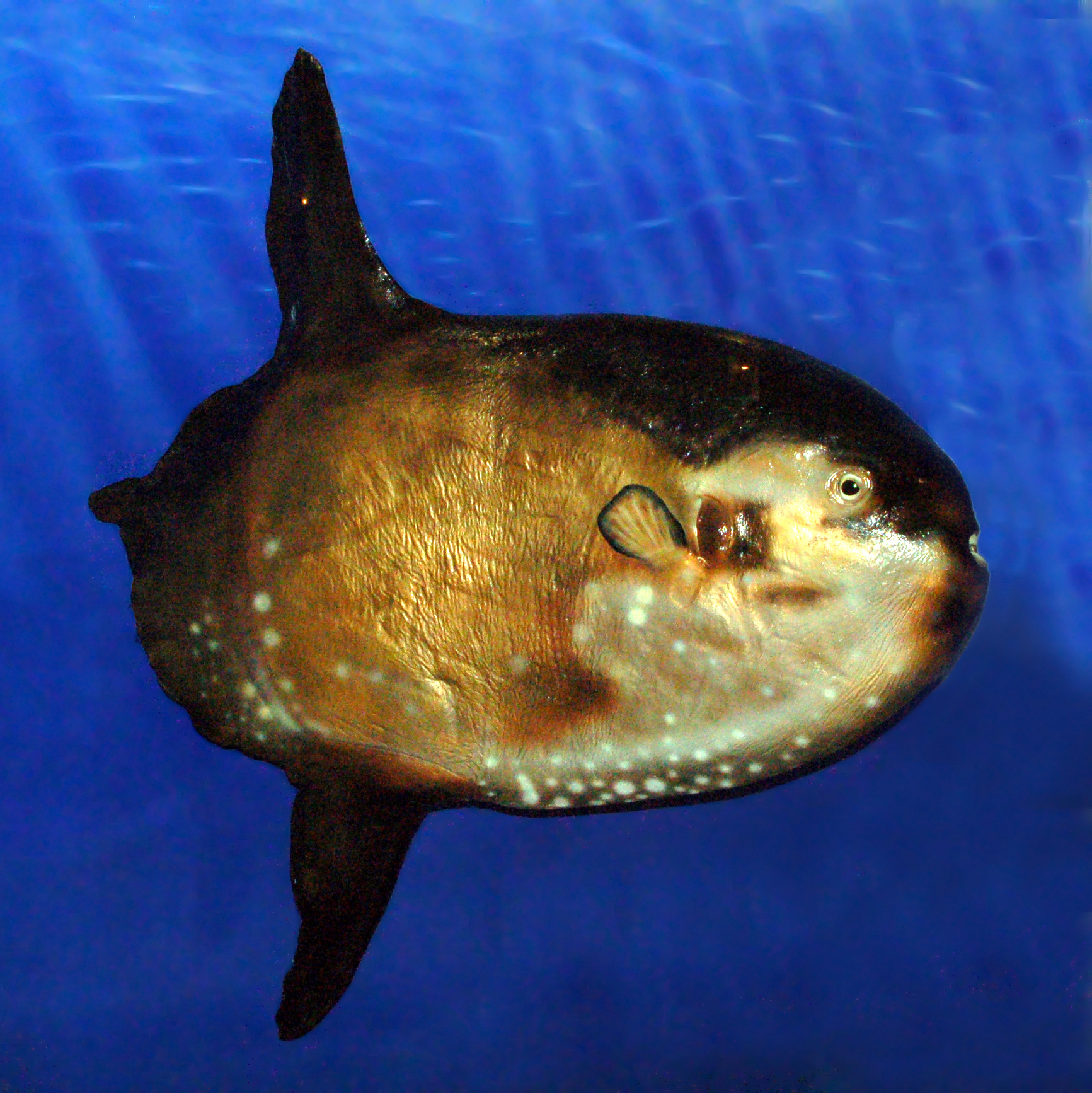

물개복치(학명:Masturus lanceolatus)는 복어목 개복치과에 속하는 물고기이다. 몸길이는 3.4m로 대형어류에 속한다.

## 특징과 먹이
물개복치는 몸이 전체적으로 노란색의 몸을 가지고 있으며 배쪽에는 흰색의 점이 나 있는 특징을 가지고 있다. 눈이 다른 개복치들에 비해 앞으로 쏠려 있으며 두 턱의 치아는 부리처럼 부드럽게 융화되어 있다. 등갈과 항문지느러미는 후방으로 치우쳐 있고 등지느러미의 베이스는 항문 지느러미보다 더 길다. 피부는 해파리보다도 작은 미세한 섬모로 구성되며 등점과 항문지느러미는 회색을 띄고 있다. 등쪽과 항문지느러미에는 18~20개의 핀 광선에 의해 형성된 클라비우스로 결합이 되며 클라비우스의 중앙 광선은 마지막 척추에 의해 지원되고 길쭉한 삼각형의 엽을 형성한다. 먹이로는 멸치, 청어와 같은 작은 물고기와 해파리를 주로 먹는 육식성물고기에 속한다.

## 서식지
물개복치의 주요한 서식지는 태평양과 대서양 인도양 등의 아열대 해역이며 수심 0~617m까지 광범위하게 서식하는 표해수대와 중심해의 어류이다. 대한민국의 남해에서도 서식이 확인되는 어종이며 주로 연안이나 대륙붕으로 이뤄진 지역에 서식한다. 물개복치는 낮애 5~200m의 얕은 표해수층에서 먹이활동을 하다가 밤이 되면 100~250m의 좀더 깊은 곳에서 쉬는 물고기이기 때문에 주행성 어류에 속하고 대체적으로 표해수대에서 가장 많은 활동을 보이는 어종이기 때문에 물개복치는 통상적으로 표해수대의 어류로 분류한다.

## 같이 보기
- 복어목
- 개복치과